# Giuseppe Spinelli
Giuseppe Spinelli - in het Nederlands ook bekend als Josephus Spinelli- (1 februari 1694 - Ostia, 12 april 1763), was een Italiaans geestelijke en kardinaal van de Rooms-Katholieke Kerk.

## Biografie
Spinelli werd geboren als zoon van Giambattista Spinelli uit het Huis Spinelli, markies van Fuscaldo, en Maria Imperiali. Hij was dus de achterneef van kardinaal Lorenzo Imperiali (1652), neef van kardinaal Giuseppe Renato Imperiali (1690) en kardinaal Cosimo Imperiali (1753).
Hij studeerde in 1717 af in utroque iure aan de Sapienza-universiteit van Rome. In 1721 ontving hij de lagere wijdingen en kort daarna een subdiakonaat, om het volgende jaar te worden uitgestuurd naar Brussel als apostolisch internuntius voor Vlaanderen. Hij werd in 1722 gewijd tot diaken en in 1724 tot priester. Het volgende jaar bekwam hij de functie van aartsbisschop. Als titulair aartsbisschop van Korinthe kon hij blijven in Brussel. Het aantreden van landvoogdes Maria Elisabeth van Oostenrijk werd door paus Benedictus XIII aangegrepen om de relaties met de Oostenrijkse Nederlanden te verbeteren en de status van de diplomatieke missie te herstellen tot die van een nuntiatuur. Spinelli werd dus in 1725 nuntius in plaats van voordien internuntius. Daarnaast was hij, na de dood van Johannes van Bijlevelt, van 1727 tot 1732 vicesuperior van de Hollandse Zending en aartsbisschop van Utrecht in partibus infidelium. In deze functies bestreed Spinelli het jansenisme. In 1728 bekwam hij de schorsing van Zeger Bernhard van Espen als hoogleraar in Leuven. 
Na zijn Brusselse tijd was Spinelli van 1734 tot 1754 aartsbisschop van Napels. In deze functie liet hij een onderzoek doen naar relieken van Agrippinus van Napels, een vroege bisschop van de stad. Hij vond een marmeren vaas met de volgende inscriptie: "nog niet onderzochte relieken waarvan geloofd wordt dat ze toe behoren aan het lichaam van de Heilige Agrippinus." Ook liet hij Stefano Pozzi de kathedraal van Napels decoreren.
Op 17 januari 1735 werd hij kardinaal gecreëerd door paus Clemens XII, die hij reeds diende als geheim kamerheer.
In 1756 werd hij prefect van de Congregatie voor de Evangelisatie van de Volkeren. Later werd hij bisschop van Palestrina in 1753, van Porto-Santa Rufina in 1759 en van Ostia in 1761. Hij behoorde tot de zogenaamde zelanti in het College van Kardinalen. Hij werd deken van dit College in juni 1761. Hij nam deel aan twee conclaven, dat van 1740 en van 1758.
Spinelli overleed te Ostia op 12 april 1763. Hij werd opgebaard in de franciscaanse basiliek van de Twaalf Heilige Apostelen te Rome. Aldaar vond de begrafenis plaats en werd hij ook te ruste gelegd.